# Rue des Bedennes
La rue des Bedennes (parfois orthographiée Bédennes) est une rue de la section de Chênée à Liège en Belgique (région wallonne). Deux parties de la rue se présentent sous la forme d'escaliers.

## Description
Dans le quartier de Chênée-Thiers, cette rue d'une longueur totale d'environ 710 mètres et d'un dénivelé d'une cinquantaine de mètres se divise en quatre parties distinctes. 
- La partie basse partant de la rue Large se présente sous la forme d'un premier escalier d'une longueur de 24 m composé de 34 marches. Cet escalier, large d'environ 8 mètres est séparé en son centre par un alignement de plusieurs rambardes métalliques entourant des parterres.
- La deuxième partie est une rue pavée étroite et en côte.
- La troisième partie reprend la forme d'un second escalier plus étroit d'une longueur d'une petite centaine de mètres et d'une largeur approximative de 3 mètres grimpant dans un environnement semi boisé et dépourvu d'habitations riveraines.
- La partie haute de la rue est asphaltée, moins pentue puis plate, s'élargit et se prolonge par la rue Verte-Houmeresse.

## Architecture
La double paire de maisons géminées de style éclectique en briques rouges et bandeaux de briques blanches possède chacune une lucarne cintrée sous toiture en triangle. Elles se situent aux nos 41 et 43, et aux nos 45 et 47.
Situées aux nos 238, 240, et 262, les petites maisons en brique avec encadrements partiels en pierre calcaire possédant deux travées et deux niveaux (un étage) comptent parmi les plus anciennes demeures de la rue.

## Voiries adjacentes
- Rue Large
- Rue Descardre
- Rue de l'Épargne
- Rue Wilmart
- Pazè dèl Vengne des Bédénes
- Rue Fraîche
- Rue des Courteaux
- Rue des Mauvaises-Vignes
- Rue Verte-Houmeresse

### Sources et bibliographie
- Robert Ruwet, Liège, la ville aux 200 escaliers, éditeur=Noir Dessin Production, 2019, 190 p. (ISBN 9782873513528, présentation en ligne)
- Yannik Delairesse et Michel Elsdorf, Le nouveau livre des rues de Liège, Liège, Noir Dessin Production, 2008, 512 p. (ISBN 978-2-87351-143-2 et 2-87351-143-5, présentation en ligne), page 65